# Francois-Isidore Gagelin Kính
Francois Isidore Gagelin (1799-1833), tên tiếng Việt là Kính, là một linh mục thuộc Hội thừa sai Paris. Ông là người đầu tiên của Hội thừa sai Paris chịu tử đạo ở Việt Nam vào thế kỷ XIX, được Giáo hội Công giáo Rôma tôn phong Hiển Thánh vào năm 1988.
Ông sinh ngày 10 tháng 5 năm 1799 tại làng Montperreux, Giáo phận Besançon, Pháp, mồ côi cha khi lên hai tuổi.
Năm 1817, Isidore Gagelin gia nhập Chủng viện Besançon. Hai năm sau, ông xin gia nhập Chủng viện Hội Thừa Sai Pari và lãnh nhận chức phó tế vào ngày 20 tháng 5 năm 1820, rồi tình nguyện đi Ma Cao. Tháng 9 năm 1821, Isidore Gagelin cập bến Thuận An, gần kinh thành Huế, học tiếng Việt tại Chủng viện Phường Rượu (An Ninh).
Ngày 08 tháng 8 năm 1821, Giám mục Audemar, Giám mục phó giáo phận Đàng Trong và là Giám đốc Chủng Viện An Ninh qua đời. Ông phải đảm nhiệm các công việc huấn luyện ở Chủng viện trong khi chờ đợi có Giám đốc mới. 
Ngày 28 tháng 9 năm 1822, Giám mục Jean Labartette truyền chức linh mục cho thừa sai Isidore Gagelin Kính tại họ đạo Nhứt Đông, Cổ Vưu, Quảng Trị. Ông tiếp tục làm giáo sư tại chủng viện và mục vụ tại các họ đạo lân cận.
Năm 1825, Gagelin Kính đưa các chủng sinh Chủng viện An Ninh thuyên chuyển vào Chủng viện Lái Thiêu và hoạt động ở vùng Sài Gòn, Bà Rịa, Hà Tiên, Đồng Nai. 
Để hạn chế việc truyền giáo, ngày 16/ 6 /1827, vua Minh Mạng ra lệnh tập trung các thừa sai về Huế, bị giam lỏng tại Cung Quán, thỉnh thoảng có thể làm việc mục vụ cho giáo hữu ở các vùng lân cận nhưng lúc nào cũng có lính gác. Trong một chuyến về kinh vào tháng 8 năm 1827, Tả Quân Lê Văn Duyệt đã can thiệp với vua, ông và hai thừa sai khác được trả tự do. Ông trở về phục vụ khắp vùng miền Nam từ Vũng Tàu, Đồng Nai tới Hà Tiên, châu Đốc. Ông đã thử truyền giáo cho người Chăm ở vùng Bình Thuận nhưng không thành công.
Ngày 18 tháng 9 năm 1827, linh mục Taberd được Tòa thánh bổ nhiệm làm Giám mục giáo phận Đàng Trong. Năm 1930, Giám mục Jean Taberd Từ trao thêm cho ông trách nhiệm ở miền đất Phú Yên, Bình Định và Quảng Ngãi, tức phần đất của Giáo phận Qui Nhơn ngày nay.
Với sắc lệnh cấm đạo ngày 6 tháng 1 năm 1833 của vua Minh Mạng, ông lên miền núi phía Bắc Bình Định, vừa để tạm lánh cuộc truy lùng của triều đình, vừa để tiếp cận với các bộ tộc thiểu số vùng Trường Sơn. Trong lúc ẩn trú trên miền núi, nhiều giáo hữu ở Bồng Sơn bị bắt và bị tra tấn để khai thác danh sách và nơi ẩn trú của các linh mục. Cuối tháng 5 năm 1833, ông nhận được thư của Giám mục Taberd. Sau đó không lâu, từ họ đạo Long Quan, ông đến trình diện với quan huyện Bồng Sơn, tỉnh Bình Định.
Trong tâm thư cuối cùng, ông viết: “Viễn tượng được trông thấy Chúa Giêsu tử nạn làm cho tôi quên đi hết những gì là đau đớn trong cái chết, tôi không còn ham muốn sự gì hơn là mau thoát ra khỏi cái xác phàm này để muôn đời kết hợp với Chúa Kitô”.
Sáng sớm ngày 17 tháng 10 năm 1833, ông bị dẫn ra pháp trường Bãi Dâu, Huế với án xử giảo. Giáo dân rước về an táng trong vườn nhà một giáo dân thuộc họ đạo Phủ Cam. Vua Minh Mạng nghi ngờ, mấy ngày sau ra lệnh bốc mộ để kiểm nghiệm và sai người canh chừng mộ. 
Năm 1847, thi hài vị ông được chuyển về nhà nguyện của Hội Thừa Sai Paris.